# کورنلیوس وندربیلت کرین

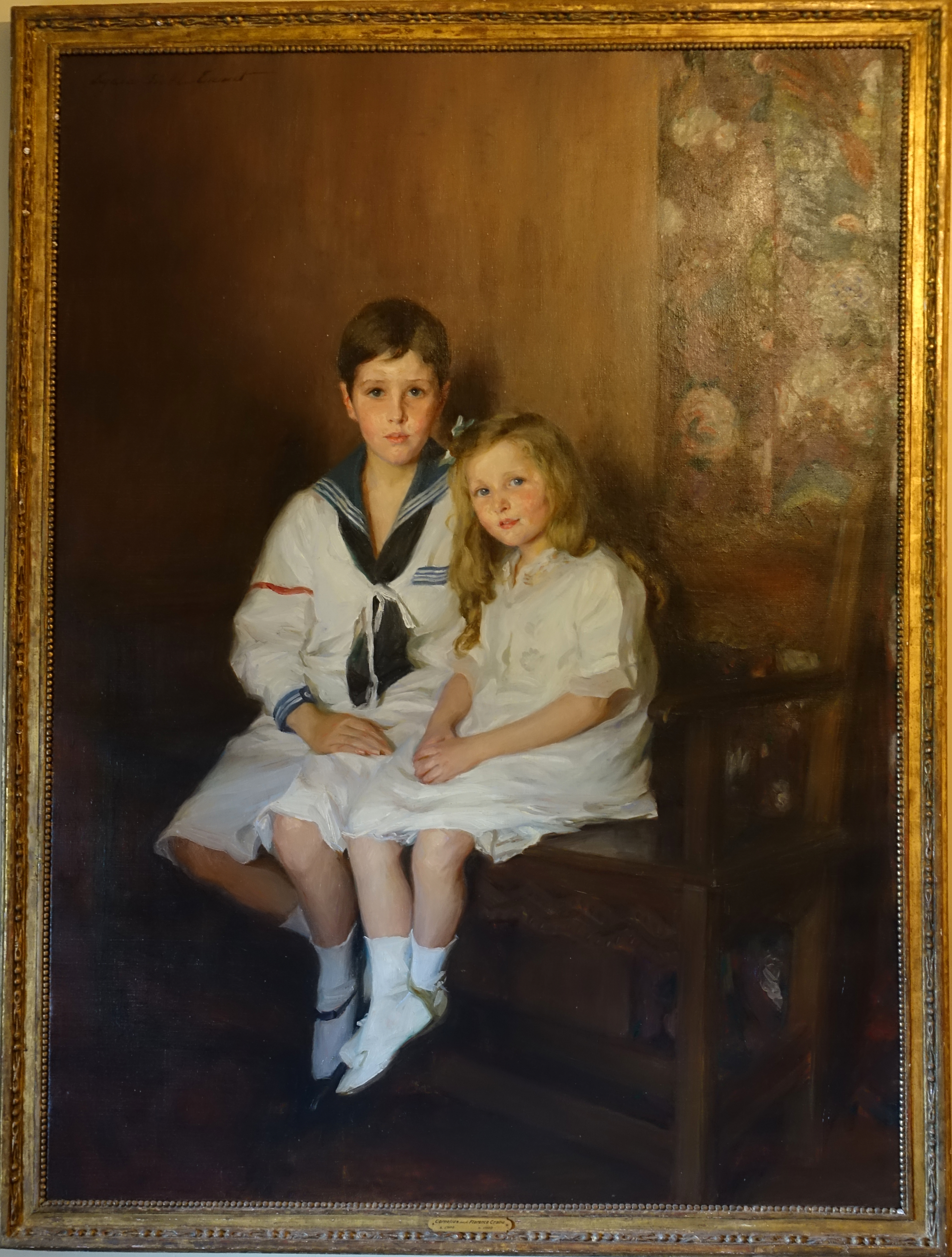
کورنلیوس واندربیلت کرین و خواهرش فلورانس، اثر «لیدیا فیلد امت»، ۱۹۱۴ میلادی

کورنلیوس واندربیلت کرین (Cornelius Vanderbilt Crane) (زادهٔ ۲۹ ژوئن ۱۹۰۵ – درگذشتهٔ ۹ ژوئیه ۱۹۶۲)، جهانگرد و انسان‌دوست اهل ایالات متحده بود.

## اوایل زندگی
کرین فرزند ریچارد تیلر کرین جونیور و فلورنس (نام تولد: هیجینبوتام) کرین و نوه ریچارد تی. کرین، بنیان‌گذار شرکت کرین، بود. پدربزرگ مادری وی هارلو نایلس هیجینبوتام بود.

## حرفه
معروف‌ترین کار وی سفر اکتشافی پسفیک کرین در ۱۹۲۸–۱۹۲۹ میلادی بود، سفری که او هزینه مالی آنرا پرداخت نموده و در یات وی، الیاریا انجام شد. موزه تاریخ طبیعی شیکاگو این سفر اکتشافی را برگزار نموده و تعدادی از دانشمندان و متخصصین در آن حضور داشتند. کشتی تفریحی در ۱۶ نوامبر ۱۹۲۸ لنگرگاه بوستون را ترک نموده و نخست در پورتو پرنس، هائیتی و بعداً در کانال پاناما توقف کرد. کشتی در ۳۰ دسامبر ۱۹۲۸ کانال را به مقصد توقف در جزایر کوکوس و مجمع‌الجزایر گالاپاگوس ترک نموده و از آنجا مقدار بسیار زیادی ماهی و پرندگان محلی گردآوری شد. پس از توقف در این جزایر، کشتی به حرکت خود به‌سوی جزایر مارکیز، مجمع‌الجزایر توآموتو، تاهیتی، بورا بورا، فیجی، هبریدز نو، جزایر سلیمان، گینه نو، بورنئو و به پیش ادامه داد تا این‌که در نهایت به یک سفر کشتی در اطراف جهان مبدل شد.

## زندگی شخصی
در این سفر اکتشافی، کرین با ایزابیل پارکر براونینگ (۱۹۰۴ – ۱۹۸۷ میلادی) که نادختری رئیس دریایی کانال پاناما بود، آشنا شد. آن‌ها در ۱۹۲۹ میلادی باهم ازدواج نموده و در آن زمان او دختر همسرش به‌نام کاتلین پارکر براونینگ (۱۹۲۳ – ۲۰۰۵) که از ازدواج قبلی وی بود، را به فرزند خواندگی پذیرفت. پس از این‌که این زوج در ۱۹۴۰ میلادی از هم طلاق گرفتند، او دخترش را از میراث محروم کرد (ایزابیل چندی بعد بازیگر و کمدین آمریکایی چوی چیس را به‌دنیا آورد) و همسر سابقش پس از وی با نقاش اتریشی رودولف آنتون بیرناتسشکی ازدواج نمود.
کرین برای بار دوم در ۱۹۵۵ میلادی با مایسکول «ماینی» ساواهارا طی یک مراسم شینتو در ژاپن ازدواج نمود؛ همسر وی چند بعد بورسیه تحصیلی خانم کورنلیوس کرین را در مدرسه جولیارد، ایجاد کرد.
کرین در ژوئیه ۱۹۶۲ درگذشت.